# Legame fosfo-estereo
Il legame fosfo-estereo è un legame chimico estere che si instaura tra un gruppo fosfato (acido) ed un alcool in un processo detto esterificazione, in cui viene eliminata una molecola d'acqua.
H3PO4 + ROH → H2PO4R + H2O
Ad esempio, il legame che nell'ATP intercorre tra il fosfato alfa e il carbonio 5' del ribosio è un legame fosfo-estereo. Questo tipo di legame (detto a bassa energia) si differenzia dal legame fosfo-anidridico (ad alta energia) presente tra i fosfati alfa/beta e beta/gamma nell'ATP. Un altro esempio lo ritroviamo nell'intermedio della glicolisi 1,3-bisfosfoglicerato (1-3-BPG) che contiene due legami fosforici, ma a differente energia di idrolisi, uno fosfo-anidridico sul carbonio 1 e uno fosfo-estereo sul carbonio 3.
L'energia di idrolisi è quella energia che si sviluppa quando viene rotto un legame e il significato funzionale dell'utilizzo di molecole ad alto contenuto energetico come fonte di energia risiede nella possibilità di accoppiare una reazione di idrolisi di un legame ad alta energia con una reazione utile che non potrebbe avvenire altrimenti. In questo modo si utilizza l'energia contenuta nelle "molecole ad alta energia", come l'ATP.